# Villers-sur-Fère
Villers-sur-Fère é uma comuna francesa na região administrativa de Altos da França, no departamento de Aisne. Estende-se por uma área de 10,79 km². Em 2010 a comuna tinha 536 habitantes (densidade: 49,7 hab./km²).